# Stenospatha eriophori
Stenospatha eriophori är en tvåvingeart som beskrevs av Jean-Jacques Kieffer 1913. Stenospatha eriophori ingår i släktet Stenospatha och familjen gallmyggor. Inga underarter finns listade i Catalogue of Life.